# Daytime Creative Arts Emmy Awards 2019
La cerimonia della 46ª edizione dei Daytime Creative Arts Emmy Awards (46th Daytime Creative Arts Emmy Awards) si è tenuta presso il Pasadena Civic Auditorium di Pasadena il 3 maggio 2019.

## Daytime Creative Arts Emmy Awards

### Webserie

#### Miglior attore protagonista in una serie drammatica digitale
- Kevin Spirtas, per aver interpretato Brian Stone in After Forever
  - Mitchell Anderson, per aver interpretato Jason Addams in After Forever
  - Kristos Andrews, per aver interpretato Peter Garrett in The Bay
  - Brian White, per aver interpretato Jimmy Blue in Bronx SIU
  - Wayne Wilcox, per aver interpretato Ray in Only Children

#### Miglior attrice protagonista in una serie drammatica digitale
- Vanessa Baden Kelly, per aver interpretato Journee in Giants
  - Jade Harlow, per aver interpretato Lianna Ramos in The Bay
  - Liana Liberato, per aver interpretato McKenna Brady in Light as a Feather
  - Shanti Lowry, per aver interpretato Yolanda Rodriguez in Bronx SIU
  - Liz Vassey, per aver interpretato Gillian Hunt in Riley Parra

#### Miglior attore non protagonista in una serie drammatica digitale
- Terrence Terrell, per aver interpretato Kwasi Asamoah in Giants
  - Ameer Baraka, per aver interpretato Darius  in Bronx SIU
  - Brandon Beemer, per aver interpretato Evan Blackwell in The Bay
  - Wil Lash, per aver interpretato Scott Taylor  in Anacostia
  - Sean Samuels, per aver interpretato Ade in Giants

#### Miglior attrice non protagonista in una serie drammatica digitale
- Erin Cherry, per aver interpretato Brenda in After Forever
  - Crystal Lee Brown, per aver interpretato Tamera  in Giants
  - Cady Huffman, per aver interpretato Lisa in After Forever
  - Carolyn Ratteray, per aver interpretato Caitlin Priest in Riley Parra
  - Brianne Tju, per aver interpretato Alex Portnoy  in Light as a Feather

#### Miglior guest star in una serie drammatica digitale
- Sean Patrick Flanery, per aver interpretato Ty Garrett in The Bay
  - Lou Diamond Phillips, per aver interpretato Martin in Conversations in L. A.
  - Anita Gillette, per aver interpretato Frannie in After Forever
  - J. August Richards, per aver interpretato Andrew Prescott in Giants
  - Kelsey Scott, per aver interpretato Sadiyah Siobahn in Giants

#### Miglior regia di una serie drammatica digitale
- Jennifer Pepperman, per After Forever
  - Gregori J. Martin, per The Bay
  - Anne Marie Cummings, per Conversations in L. A.
  - Xavier Burgin, Takara Joseph, J. August Richards e Carey Williams, per Giants
  - Alexis Ostrander, per Light as a Feather

#### Miglior team di sceneggiatori di una serie drammatica digitale
- Michael Slade e Kevin Spirtas, per After Forever
  - The Bay
  - Conversations in L. A.
  - Giants
  - Light as a Feather

### Programmi per bambini

#### Miglior serie animata per bambini
- A Casa dei Loud (The Loud House), distribuita da Nickelodeon
  - Benvenuti al Wayne (Welcome to the Wayne), distribuita da Nickelodeon
  - Hilda, distribuita da Netflix
  - Rise of the Teenage Mutant Ninja Turtles - Il destino delle Tartarughe Ninja, distribuita da Nickelodeon
  - Topolino (Disney Mickey Mouse), distribuita da Disney Channel

#### Miglior serie animata per la fascia prescolare
- Daniel Tiger's Neighborhood, distribuita dalla PBS
  - Ask the StoryBots, distribuita da Netflix
  - Elena di Avalor (Elena of Avalor), distribuita da Disney Junior
  - Esme & Roy, distribuita da HBO Family
  - Muppet Babies, distribuita da Disney Junior
  - Tumble Leaf, distribuita da Amazon

#### Miglior programma per bambini o per tutta la famiglia
- Odd Squad, distribuito dalla PBS
  - American Ninja Warrior Junior, distribuito da Universal Kids
  - Chicken Soup for The Soul's Hidden Heroes, distribuito dalla The CW
  - Top Chef Junior, distribuito da Universal Kids
  - The Who Was? Show, distribuito da Netflix

#### Miglior programma per la fascia prescolare
- Sesame Street, distribuito dalla HBO
  - The Big Fun Crafty Show, distribuito da Universal Kids
  - Dino Dana, distribuito da Amazon
  - Miss Persona, distribuito da YouTube
  - Snug's House, distribuito da Universal Kids

#### Miglior programma animato - categoria speciale
- La collina dei conigli (Watership Down), distribuito da Netflix
  - Crow: The Legend, distribuito dagli Baobab Studios
  - DuckTales: The Shadow War!, distribuito da Disney Channel
  - PAW Patrol: Mighty Pups, distribuito da Nickelodeon
  - Tumble Leaf Halloween Special, distribuito da Amazon

#### Miglior artista in una serie animata
- Jay Baruchel, per aver interpretato Hiccup in Dragons: Race to the Edge
  - Bob Bergen, per aver interpretato Porky Pig in Wabbit: A Looney Tunes Production
  - Chris Diamantopoulos, per aver interpretato Topolino in Topolino
  - Mark Hamill, per aver interpretato Old Jir e Caz in Kulipari: Dream Walker
  - Marieve Herington, per aver interpretato Tilly Green in I Greens in città (Big City Greens)
  - Ruth Negga, per aver interpretato la madre in Angela's Christmas

#### Miglior artista in una serie animata prescolare
- Ben Diskin, per aver interpretato Gonzo e Rizzo in Muppet Babies
  - Olivia Grace Manning, per aver interpretato Dazzle in Butterbean's Café
  - Devan Cohen, per aver interpretato Daniel Tiger in Daniel Tiger's Neighborhood
  - Steve Buscemi, per aver interpretato Saloso in Elena di Avalor
  - Eric Bauza, per aver interpretato Fozzie Bear/Bunsen Honeydew e Mr. Statler in Muppet Babies

#### Miglior artista in un programma per bambini
- Michela Luci, per aver interpretato Dana in Dino Dana
  - Edward Norton, per aver interpretato Gary the Electronics Salesman in Ask the StoryBots
  - Bill Cobbs, per aver interpretato Mr. Hendrickson in Dino Dana
  - Kimberly Persona, per aver interpretato Miss Persona in Miss Persona
  - Hannah Vandenbygaart, per aver interpretato Vera in ReBoot: The Guardian Code
  - Bret Green, per aver interpretato Preston Wainwright in The Inspectors

### Altri programmi televisivi

#### Miglior programma educativo o d'informazione
- Weird But True, distribuito da National Geographic Kids 
  - Mind Field, distribuito da Youtube Red
  - SciGirls, distribuito dalla PBS
  - The Wildlife Docs, distribuito dalla ABC
  - Xploration Awesome Planet, distribuito in syndication

#### Miglior programma lifestyle
- Ask This Old House, distribuito dalla PBS
  - George to the Rescue, distribuito dalla NBC
  - Home Made Simple with Laila Ali, distribuito dalla OWN
  - Naturally, Danny Seo, distribuito dalla NBC
  - This Old House, distribuito dalla PBS

#### Miglior programma di viaggi e avventura
- Samantha Brown's Places To Love, distribuito dalla PBS
  - Born to Explore with Richard Wiese, distribuito dalla PBS
  - F2 Finding Football, distribuito da YouTube Premium
  - Jack Hanna’s Into the Wild, distribuito in syndication
  - Ocean Treks with Jeff Corwin, distribuito in syndication
  - Rock the Park, distribuito in syndication

#### Miglior presentatore di un programma lifestyle, di viaggi, educativo o per bambini
- Samantha Brown, per aver presentato Samantha Brown's Places to Love
  - Monique Coleman, per aver presentato Gimme Mo
  - Jeff Corwin, per aver presentato Ocean Treks with Jeff Corwin
  - Mo Rocca, per aver presentato The Henry Ford's Innovation Nation
  - Rob Strasberg e Treger Strasberg, per aver presentato Welcome Home

#### Miglior programma - categoria speciale
- Variety Studio: Actors on Actors, distribuito dalla PBS
  - Close Up With The Hollywood Reporter, distribuito da Sundance TV
  - Lucky Dog with Brandon McMillan, distribuito dalla CBS
  - Mysteries & Scandals, distribuito dalla Oxygen
  - To Life: How Israeli Volunteers Are Changing the World, distribuito da Freeform
  - Working in the Theatre, distribuito da AmericanTheatreWing.org

#### Miglior corto - categoria speciale
- Treatment Box: Opioids, distribuito da Truth
  - Blank Wall Overhaul, distribuito da Bluprint
  - Food Interrupted, distribuito da Facebook Watch
  - Momsplaining, distribuito da Ellen Digital Network
  - Watchtower, distribuito da YouTube

### Acconciature
- Miglior hairstyling per una serie drammatica: Febbre d'Amore
- Miglior hairstyling altri programmi: The Talk

### Casting
- Miglior casting per una serie drammatica: Il tempo della nostra vita

### Colonna sonora
- Miglior direzione e composizione musicale per una serie drammatica: Paul F. Antonelli, Stephen Reinhardt, Ken Corday, D. Brent Nelson – Il tempo della nostra vita
- Miglior direzione e composizione musicale altri programmi: Vivek Maddala, Steve Morrell, John Van Tongeren – The Tom & Jerry Show
- Miglior brano originale: You're The One – Beautiful
- Miglior esibizione musicale in un programma del daytime: Cast di The Band's Visit per l'esecuzione di Answer Me al Today Show

### Costumi
- Migliori costumi per una serie drammatica: Febbre d'amore
- Migliori costumi altri programmi: The New Legends of Monkey

### Direzione artistica
- Miglior direzione artistica, scenografia, arredamento dei set per una serie drammatica: Febbre d'amore
- Miglior direzione artistica, scenografia, arredamento dei set altri programmi: The Talk

### Fotografia
- Miglior fotografia: Jeff Gardner – Tumble Leaf

### Illuminazione
- Miglior illuminazione per una serie drammatica: Febbre d'amore
- Miglior illuminazione altri programmi: The Inspectors

### Montaggio
- Miglior montaggio video per una serie drammatica multi-camera: General Hospital
- Miglior montaggio video per un programma multi-camera: Sesame Street
- Miglior montaggio video per un programma single-camera: Mangia, gareggia, vinci
- Miglior montaggio audio - categoria live action: The Who Was? Show
- Miglior montaggio audio - categoria animazione: Lego DC Comics Super Heroes: The Flash
- Miglior montaggio audio per un programma animato prescolare: Vampirina
- Miglior missaggio per una serie drammatica: Febbre d'amore
- Miglior missaggio altri programmi: Sesame Street
- Miglior missaggio - categoria animazione: tecnici di 3 in mezzo a noi: I racconti di Arcadia (Tales of Arcadia: 3Below)
- Miglior missaggio per un programma animato prescolare: Beat Bugs

### Regia
- Miglior regia per una serie animata: Eric Darnell – Crow: The Legend
- Miglior regia per un programma animato prescolare: Jeff Gill, Evan Spiridellis, Paul Ranson – Ask the StoryBots
- Miglior regia per un programma per bambini o per tutta la famiglia: J.J. Johnson – Odd Squad
- Miglior regia per un programma lifestyle, culinario, educativo o d'informazione single-camera: Brian Mait – 1st Look
- Miglior regia per un programma lifestyle, culinario, educativo o d'informazione multi-camera: Jan Maliszewski – Milk Street
- Miglior regia per un talk show o programma della mattina: Liz Patrick, Ken Cooper, Huck Hackstedt – The Ellen DeGeneres Show
- Miglior regia per un game show: Ken Fuchs – Family Feud
- Miglior regia - categoria speciale: Norah Shapiro – Time For Ilhan

### Riprese
- Miglior squadra tecnica di una serie drammatica: tecnici di Beautiful
- Miglior squadra tecnica altri programmi: tecnici di The Price Is Right

### Trucco
- Miglior trucco per una serie drammatica: Nicky Schillace, Elizabeth Dahl, Karen Dahl, Deidre Decker – Il tempo della nostra vita
- Miglior trucco altri programmi: The Talk